# Zytturm (Zoug)
Pour les articles homonymes, voir Zytturm.
La Zytturm est une tour située dans la ville de Zoug, en Suisse sur laquelle se trouve une horloge astronomique.

## Histoire
La tour a été construite au XIIIe siècle, puis surélevée entre 1478 et 1480. En 1557, elle prend sa forme actuelle. La dernière rénovation majeure de la tour a été conduite en 1952. Elle est inscrite comme bien culturel d'importance nationale, avec l'ensemble des remparts de la ville et des autres tours.
En 1574, une horloge astronomique est construite sur la face est de la tour en dessous de l'horloge normale. Cette horloge a quatre indicateurs : la semaine, la phase de la lune, le mois et la lettre S qui indique une année bissextile.

## Sources
- (de) Cet article est partiellement ou en totalité issu de l’article de Wikipédia en allemand intitulé « Zytturm (Zug) » (voir la liste des auteurs).